# Cité des abeilles
La Cité des Abeilles est un écomusée apicole vivant situé à Génos en Haute-Garonne.

## Historique
La Cité des Abeilles est créée en 1986  sur la commune de Saint-Faust dans le département des Pyrénées-Atlantiques. C'était à la fois un musée et un parc de promenade consacrés à l'abeille et à son environnement, dans lesquels le visiteur pouvait découvrir les techniques utilisées pour élever les abeilles.
Le musée est fermé en 2013 au moment du départ à la retraite du couple fondateur et faute de repreneurs locaux, l'ensemble de la collection de 600 pièces est transféré à Génos en Haute-Garonne,. Il est exploité par les Ruchers Sainte-Marie.